# Nitro (группа)
Nitro — американская хард-рок-группа, созданная в 1987 году в Голливуде, Лос-Анджелес вокалистом Джимом Джиллеттом (Jim Gillette) и гитаристом Майклом Анджело Батио (Michael Angelo Batio). За время существования группа издала два студийных альбома O.F.R. (Out-Fucking-Rageous) 1989 года и Nitro II: H.W.D.W.S. (Hot, Wet, Drippin’ With Sweat) 1991 года. Уникальность группе придаёт неповторимый вокал Джима Джиллетта и знаменитая техника игры на гитаре Майкла Анджело Батио, сочетание которых и стало визитной карточкой группы.

## История
Nitro была официально сформирована в 1987 году после выхода сольного альбома Джима Джилетта Proud to Be Loud, на котором играли Майкл Анджело Батио и басист TJ Racer. Позднее к ним присоединился барабанщик Бобби Рок, ранее игравший в Vinnie Vincent Invasion, и группа приступила к записи материала своего дебютного альбома. Заключив договор с Rhino Entertainment, Nitro в 1989 году выпустила дебютный альбом под названием O.F.R. Бобби Рок вскоре покинул группу после записи альбома, и был заменен на K. C. Комета для последующего промотура.
После O.F.R. тура, Комет и басист T.J. Racer ушли из группы, оставив Джима и Батио в поисках новых членов коллектива. Вакантные места заняли Ральф Картер и Джонни Сандер, игравшие на бас-гитаре и ударных, соответственно, и группа приступила к записи итогового альбома. Nitro II: H.W.D.W.S. был выпущен в марте 1992 года, после чего группа распалась в 1993 году.
После Nitro, Джим Джилетт  женился на хард-рок певице Лите Форд и стал культуристом, а Майкл Анджело Батио занялся долгой сольной карьерой. В 1998 году была выпущена коллекция демозаписей Nitro в виде альбома-компиляции под названием Gunnin' for Glory, который также включал в себя три песни группы Анджело Батио.
Когда во время концерта Литы Форд Джима Джиллетта спросили по поводу возрождения группы Nitro , он ответил: «Было бы здорово сделать, может быть в следующем году. Для этого потребуется около шести месяцев, чтобы вернуться туда, где я хотел бы получить признание.»

#### Воссоединение
30 ноября 2016 года, было объявлено, что Джиллетт и Батио  воссоздали проект  с ударником группы Lamb of God Крисом Адлером. В декабре группа приступала к записи нового альбома с продюсером Джошем Уилбуром, выпуск которого запланирован на весну 2017 года. В 2019 году заявили о конечном распаде группы.

## Состав

### Текущий состав
- Джим Джиллетт (англ. Jim Gillette) — вокал (1987—1993, 2016—наши дни)
- Майкл Анджело Батио — гитара, бас-гитара, клавишные (1987—1993, 2016—наши дни)
- Крис Адлер — ударные (2016—наши дни)
- Виктор Вутен — бас-гитара (2017—наши дни)

#### Бывшие участники
- Ти Джей Рейсер (англ. T. J. Racer) — бас-гитара (1987—1991)
- Бобби Рок (англ. Bobby Rock) — ударные (1987—1989)
- Кей Си Комет (K. C. Comet) — ударные (1989—1991)
- Ральф Картер (Ralph Carter) — бас-гитара (1991—1993)
- Джонни Сандер (Johnny Thunder) — ударные (1991—1993)

## Дискография

### Студийные альбомы
- O. F. R. (1989)
- Nitro II: H. W. D. W. S. (1992)

### Сборники
- Gunnin’ for Glory (1999)

### Синглы
- «Freight Train» (1989)
- «Long Way from Home» (1989)